# Досифей (Глєбов)
Досифе́й (в миру Діомид (Демид) Глєбов; помер 17 (28) березня 1718) — єпископ Відомства православного сповідання Російської імперії, наступник українського релігійного діяча Димитрія Туптала на Ростовській катедрі, єпископ Ростовський і Ярославський (1711-1718).
За походженням з дворян Лопухіних. Протягом усього життя був у дружніх стосунках з Яковом Ігнатьєвим, майбутнім духівником царевича Олексія Петровича. В юності вони втрьох з родичем Демида Абрамом - холопом боярина Лук'яна Лопухіна ходили по монастирях і здійснювали паломництва до святинь. Абрам через «снобачення» передбачив Демиду, що той стане єпископом, але його стратять, і радив не йти від свого пана. Незабаром Абрам і Демид прийняли чернецтво з іменами Стефан і Досифей.
З 1701 року Досифей був ігуменом Сновицького Благовіщенського монастиря Володимирської єпархії. З 1709 року - архімандритом суздальського Спасо-Евфімієвого монастиря; в 1710 році місцем його служіння вказують Новоспаський монастир. У ці роки Досифей стає наближеним до сім'ї князя О. Д. Меншикова, якому вдало пророкує благополучне вирішення судового розгляду над ним.
17 (28) червня 1711 року за клопотанням княгині Д. М. Меншикової хіротонізований на єпископа Ростовського і Ярославського. Часто відвідував будинок О. Д. Меншикова; в 1714 році освячував московську «фамільну» церкву Меншикова - храм Архангела Гавриїла, і церкву в ім'я Введення Пресвятої Богородиці на їх московському дворі. У Ростові Досифей вів будівельну діяльність, зводив і відновлював храми, робив дорогі вклади в собори та монастирі. 20 (31) жовтня 1715 року під час служби в Авраамієвому Богоявленському монастирі єпископ Досифей зустрівся з ченцем Стефаном, який умовляв його скласти з себе сан і піти простим ченцем на Соловки.
Досифей належав до партії тих, що не підтримували нововведення Петра І. Заволодів довірою колишньої цариці Євдокії Федорівни, з якою ймовірно був знайомий ще з молодості. 3 (14) лютого 1718 року був присутній на суді над царевичем Олексієм Петровичем, а 19 лютого (2 березня) сам був заарештований, звинувачений у змові на користь колишньої цариці. Петро I 27 лютого (10 березня) домігся для нього від архієрейського собору позбавлення єпископського чину і духовного сану. Досифей сказав на соборі про настрої в російському суспільстві: 

«Подивіться, що на серцях у всіх? Будьте ласкаві, пустіть вуха в народ, що в народі кажуть. »

Докази його вини отримували через тортури і провісників (наприклад, ченця Аарона). Співочий царівни Марфи з двох тортур зізнався, що єпископ Досифей «походжав» до царівни, розповідаючи їй про свої бачення і пророцтва, говорив, що цар за певний швидкий термін помре, коли ж це не збулося, називав інші терміни і передбачав, що «цар візьме колишню царицю, і будуть у неї два дітища, чого царівна бажала». 5 і 6 (16 і 17) березня Досифей не витримав тортур і зізнався, що хотів смерті Петра і неодноразово пророкував, «для того щоби бути царевичу Олексію Петровичу на царстві, і було б народу легше, і будування Петербурга призупинилося і припинилося».
17 (28) березня разом з іншими «змовниками» страчений в Москві на Червоній площі. Колесований. За легендою, що не відповідає дійсності (оскільки цар за день до страт поїхав до Петербурга), видовище тортур не задовольняло імператора Петра, йому потрібні були свідчення - він нахилився над помираючим Досифєєм, щось питаючи. Той плюнув і помер. Тіло його з тілами інших страчених було кинуто у вогонь, а голова встромлена на жердину і разом з іншими поставлена на високій кам'яній стіні.